# 1594 en arts plastiques
| Années des arts plastiques : 1591 - 1592 - 1593 - 1594 - 1595 - 1596 - 1597    |
| Décennies des arts plastiques : 1560 - 1570 - 1580 - 1590 - 1600 - 1610 - 1620 |

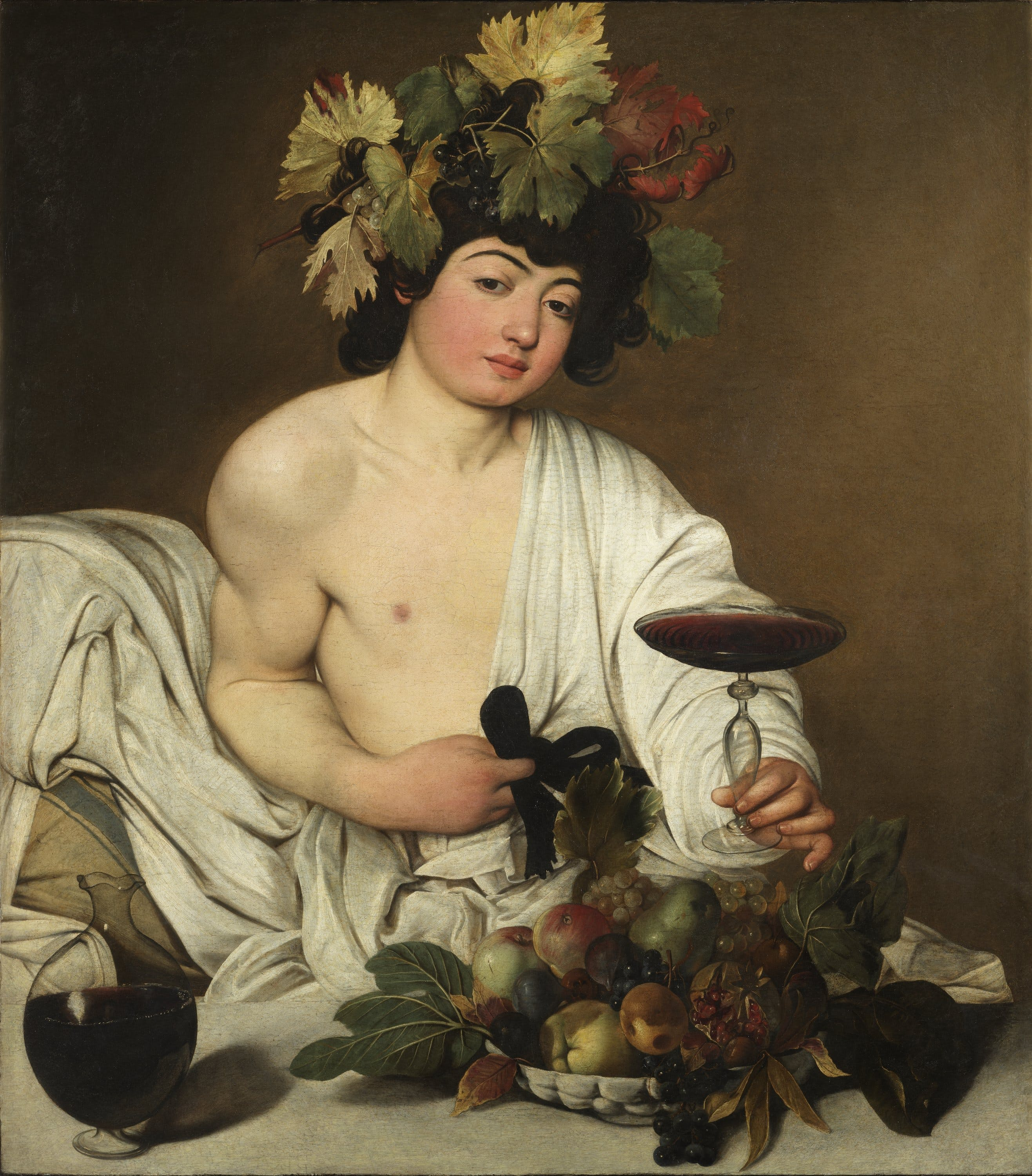
Bacchus, toile du Caravage.

Cette page concerne l'année 1594 en arts plastiques.

## Œuvres
- Garçon avec un panier de fruits : tableau du Caravage
- Madeleine repentante : tableau du Caravage
- La Diseuse de bonne aventure : tableau du Caravage
- L'Extase de saint François : tableau du Caravage
- 1593-1594 : La Vie de la Vierge ou « le chef-d'œuvre de Goltzius », série de gravures sur cuivre au burin.

## Naissances
- 15 juin : Nicolas Poussin, peintre français († 19 novembre 1665),
- 14 décembre : Willem Claeszoon Heda, peintre néerlandais († août 1680),
- ? :
  - Charles Audran, graveur français († 1674),
  - Wouter Crabeth II, peintre néerlandais († 18 juin 1644),
  - Gérard Douffet, peintre liégeois d'histoire et de portrait († 1660),
  - Peter Oliver, peintre  miniaturiste anglais († 22 décembre 1647),
  - Noël Quillerier, peintre français († 3 avril 1669),
  - Salomon Savery, peintre et graveur néerlandais († 1683),
  - Anthonie Verstraelen, peintre paysagiste hollandais († 10 avril 1641).

## Décès
- 31 mai : Jacopo Robusti, dit le Tintoret, peintre italien (° 29 septembre 1518),
- ? :
  - Dominique Bachelier, architecte et sculpteur français (° 1530),
  - Sebald Buheler, peintre enlumineur et chroniqueur strasbourgeois (° 1529),
  - Isaac de Helle, peintre espagnol (° 1536),
- Vers 1594 :
- Diego de Urbina, peintre espagnol (° 1516).